# 我好喜歡你
《我好喜歡你》（英語：I really like you）該劇改編自漠兮的小說《悠悠星辰》。由林子平執導，言承旭、沈月領銜主演。辣目洋子、魏哲鳴、沈瑶 、王森等主演的都市勵志愛情劇。讲述了高傲主编陆星成和倒霉鬼设计师童小悠之间的爱情故事。於2020年8月3日在優酷和芒果TV首播。

## 播放平台
| 频道/影音              | 所在地   | 播出日期      | 播出时间           | 備註                    |
| ---------------------- | -------- | ------------- | ------------------ | ----------------------- |
| 優酷/芒果TV            | 中国大陆 | 2020年8月3日  | 20:00              | VIP每週一至週三更新2集  |
| astro双星、astro双星HD | 马来西亚 | 2020年8月31日 | 每天 19:00 - 20:00 | 国庆日特备 紧贴中国播出 |

## 劇情簡介
童小悠因少女时期对礼服尼姬的惊鸿一瞥而梦想成为设计师。她毕业后挤进时尚杂志《CHIC》，两年来跑腿扛水背黑锅，却依旧乐观积极，从未放弃梦想。她相信，只要勤奋努力心存善良一定可以有好的结果。她遇到表面冷面毒舌实则内心温柔的陆星成，她的感情生活发生了各种变化。陆星成少年成名，如今已是时尚第一刊《CHIC》杂志社的主编。但鲜少有人知道陆星成也具有优秀的设计才华，只是多年前的一场车祸，让他失去了自己的妈妈，难以消解的自责让他从此不能再提笔设计。两人相遇相识，情感纠结到一起。童小悠看得到陆星成的努力，陆星成看的到童小悠的善良，他们最终明白，好运气一定是努力的结果，坏运气也许是善良的选择。

## 演员列表

### 主要演员
| 演員              | 角色   | 介紹 |
| 言承旭 少年：罗正 | 陸星成 | 35歲。无论做什么事都顺风顺水，一直被人称为是“lucky star”，拥有着让人羡慕到想要献上膝盖的人生。                                                                               |
| 沈月              | 童小悠 | 是一个洗个手水龙头会炸开，出门买个咖啡会被车撞到，缝个衣服缝纫针会戳到手指，从小到大都被衰运一直缠绕着的神级人物，怀有设计师梦想的她在知名时尚杂志社四年始终是个打杂的炮灰。 |

### 路家
| 演員   | 角色   | 介紹 |
| 張兆輝 | 路任   | 陆星成和路言之的生父，在时尚界有举足轻重的地位 |
| 田麗   | 程佩玉 | 路任现任妻子，设计师事务所的老板，性格偏激 |
| 魏哲鳴 | 路言之 | 阳光帅气的乐天主义者，比起设计更爱研究布料。回国后，为了向父亲证明自己，路言之选择参加《下一站，Runway》，和陆星成结下梁子，也认识了不一样的女孩童小悠，爱慕童小悠。 |

### 童家
| 演員 | 角色 | 介紹                               |
| 林鵬 | 童父 | 童小悠父亲，乐观朴实，中央餐厅主厨 |
| 杜艷 | 童母 | 童小悠母親                         |

### 其他演员
| 演員   | 角色         | 介紹 |
| 周海媚 | 葉芒         | 演艺圈从业30年的不老女神，名利双收                                                                                                   |
| 張遠   | 蘇衡         | |
| 包亞銘 | 豹哥         | 本命年的豹哥开着一家不死不活的小面馆，总是爱讲笑话                                                                                   |
| 李嘉琦 | 宋儒儒       | 娱乐八卦杂志的记者，善良可爱，是为数不多能“看到”童小悠的人。                                                                         |
| 沈瑶   | 溫惜         | 开朗少女却爱在人前故作深沉，钟爱狗血言情小说，却假装喜好莎士比亚。她受人威胁，追逐陆星成制造桃色绯闻，却在过程中与穆扬成为欢喜冤家。 |
| 王森   | 穆扬         | 是当红时尚节目的主持人，性格开朗张扬，嘴硬心软。溫惜的老公。                                                                         |
| 李雨洋 | 江顏         | 陆星成少有的女性朋友，校友。服装C&G总设计师。优秀自命不凡                                                                            |
|        | Sarah林      | 《CHIC》杂志野心女主编，做副职多年，嫉妒主编陆星成                                                                                   |
| 李世鵬 | 孫大力(Daly) | 《CHIC》杂志主编助理，跟陆星成工作被迫成为半个工作狂                                                                                 |

## 电视原声带
| 曲序 | 曲目                 |                | 作曲   | 演唱           |
| ---- | -------------------- | -------------- | ------ | -------------- |
| 1.   | 这就是爱情（片头曲） | 金小K          | 岑思源 | 丫蛋蛋、沈虫虫 |
| 2.   | 我好喜欢你（片尾曲） | 张鹏鹏、浅紫   | 浅紫   | 言承旭、沈月   |
| 3.   | 轻吻（插曲）         | 张鹏鹏、浅紫   | 都智文 | 苏醒           |
| 4.   | 认输（插曲）         | 张鹏鹏、郑国锋 | 郑国锋 | 徐秉龙         |
| 5.   | 省略（插曲）         | 李俊健、浅紫   | 黄汇雯 | 刘瑞琦         |

## 外部連結
| 马来西亚 Astro 双星、Astro 双星 HD 每晚 19:00 - 20:00 | 马来西亚 Astro 双星、Astro 双星 HD 每晚 19:00 - 20:00 | 马来西亚 Astro 双星、Astro 双星 HD 每晚 19:00 - 20:00 |
| ----------------------------------------------------- | ----------------------------------------------------- | ----------------------------------------------------- |
|                                                       | 我好喜欢你 （2020年8月31日 - 2020年10月3日）          |                                                       |
| 錦繡南歌 （2020年7月9日－2020年8月30日）              | 平凡的荣耀 （2020年10月4日 -- 2020年11月13日）        |                                                       |